# كيفة (عمارة)

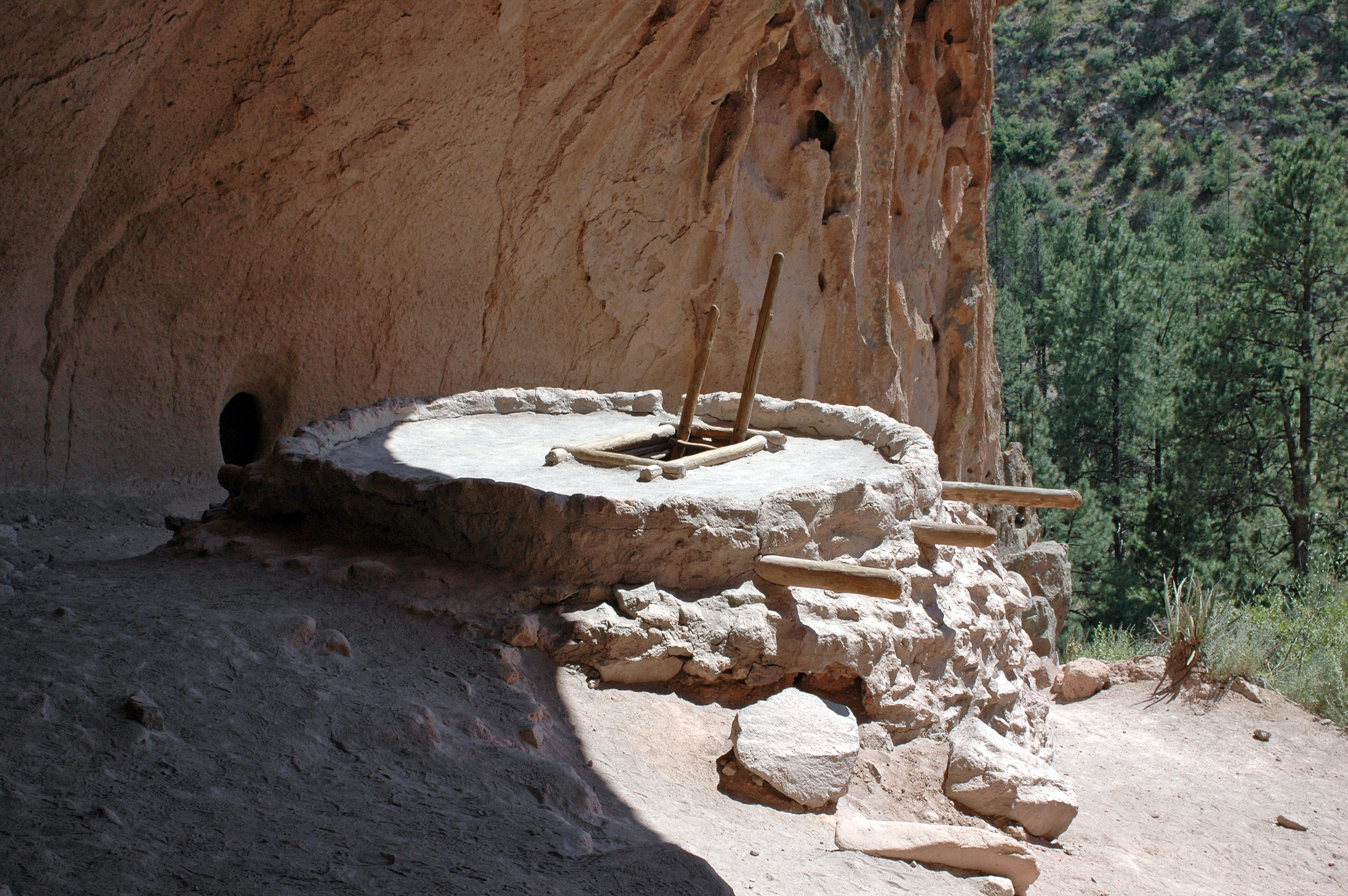
كيفا أعيد بناؤها

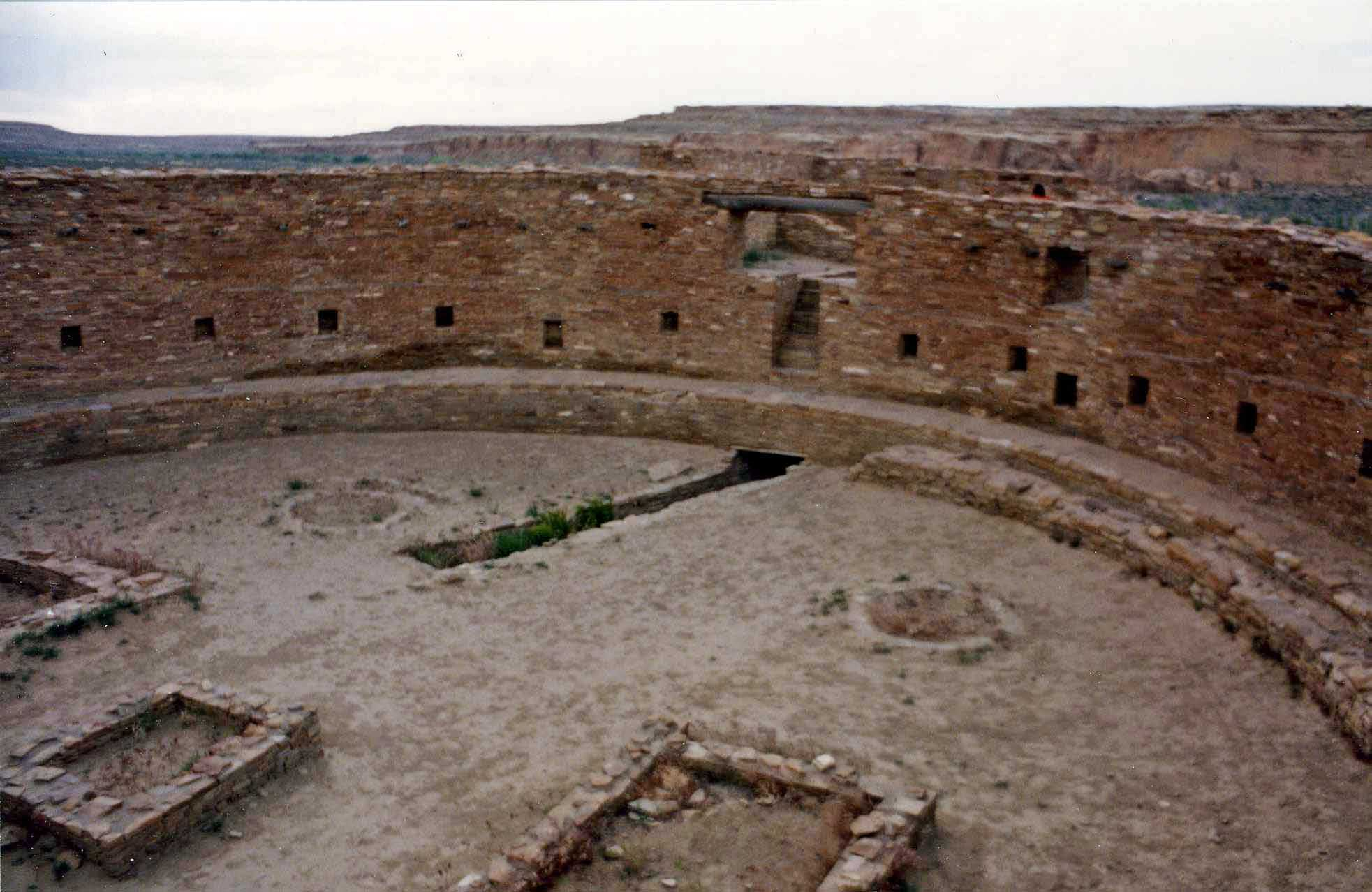
أنقاض كيفة عظيمة في حديقة ثقافة جاكو التاريخية الوطنية

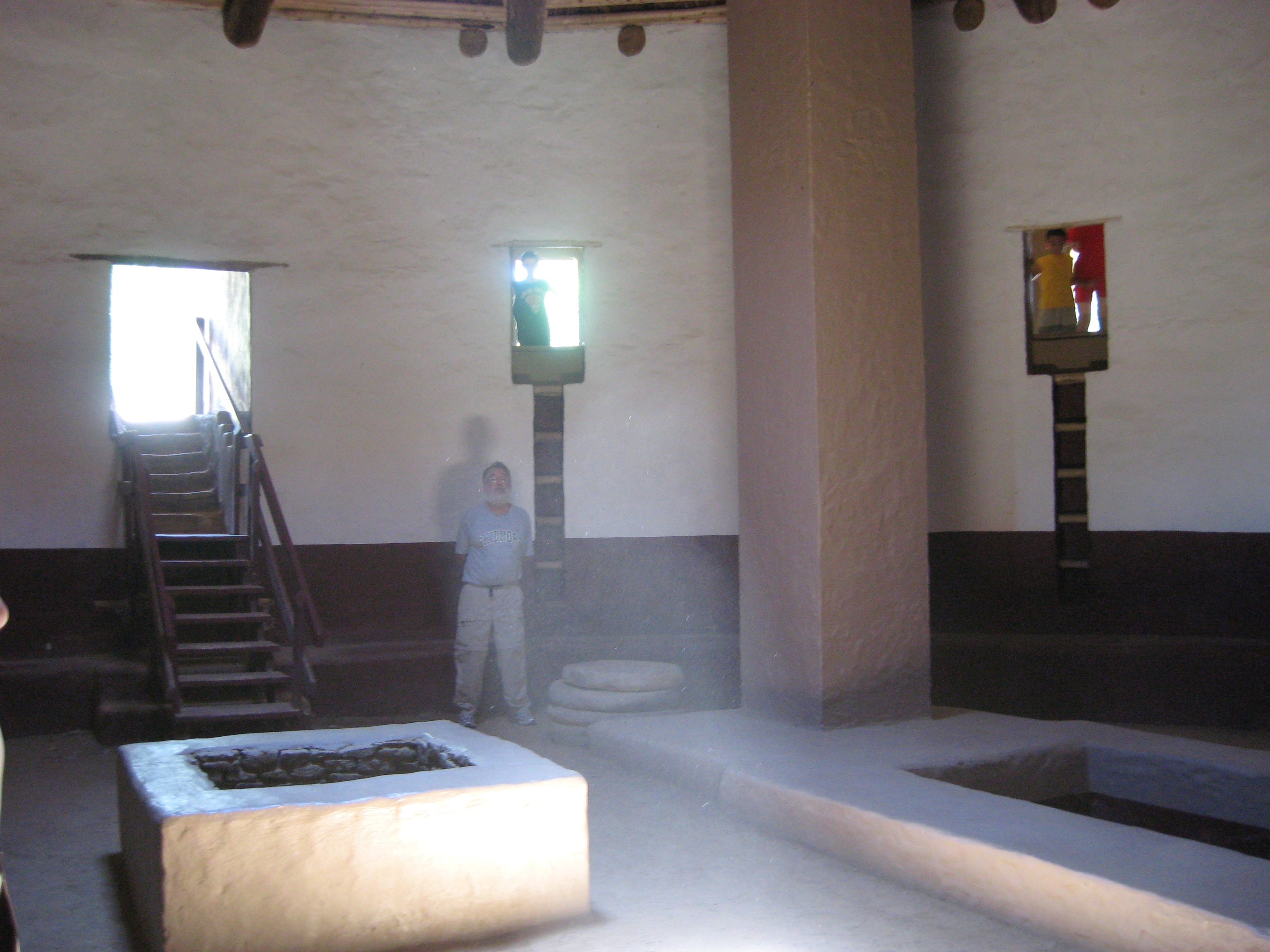

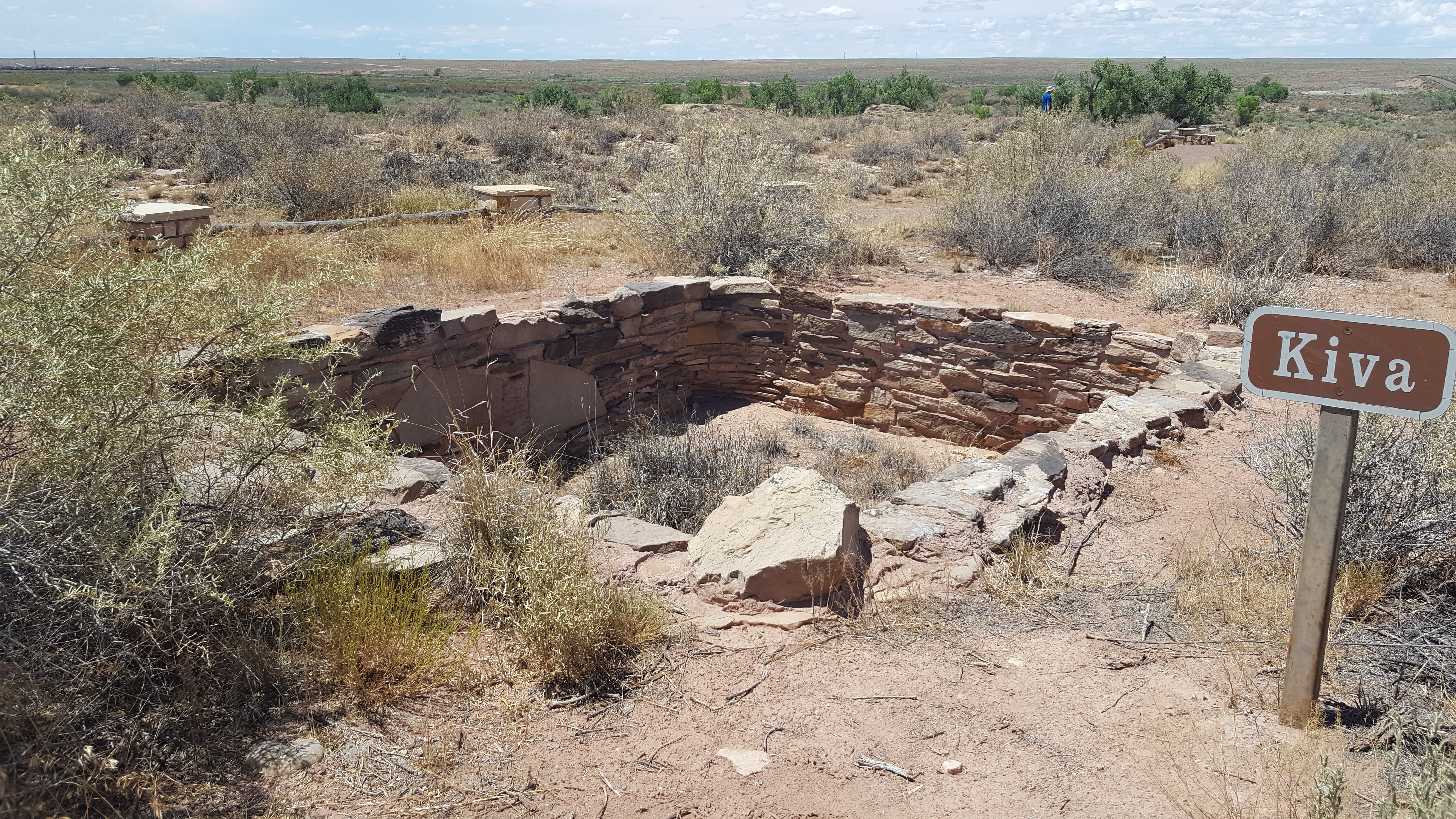
أنقاض كيفة حديقة الغابة المتحجرة الوطنية

الكيفة هي مساحة يستخدمها شعوب البويبلون للطقوس والاجتماعات السياسية، وكثير منها مرتبط بعقيدة كجينة. كيفة تعني بين الهوبي الحديثين ومعظم شعوب بويبلون الأُخَر غرفة كبيرة دائرية وتحت الأرض وتستخدم للمراسم الروحية.